# Минусинское восстание
Минусинское восстание — стихийное восстание крестьян Минусинского уезда Енисейской губернии против политики белогвардейцев.

## Причины восстания
Причиной восстания были регулярные поборы, насильственная мобилизация в Сибирскую армию и репрессии по отношению к уклонистам.

## Ход событий
Началось 9 ноября 1918 года разгромом карательного отряда в селе Дубенское. 11 ноября повстанцы захватили казачью станицу Каратуз. В середине ноября они объединились и развернули наступление на Минусинск с целью разгромить карательный отряд генерала Шильникова. 
После взятия восставшими ст. Каратуз их численность возросла до 4 тыс. человек. Выйдя из станицы, группа повстанцев во главе с Ищенко вечером 11 ноября заняла село Городок. Там был образован штаб, в составе М. Бородина, Абрамова, Полякова и от жителей села
– Ф. Кошкина. Другой отряд, захватив с. Сагайское, ушёл в села под Минусинском. В Малой Ничке мятежники образовали штаб, который позднее в советское время стали называть "Главным", считая что он включал по 2 представителя от каждого отряда. Командующим стал бывший каторжанин, поляк по национальности, родом с Подольщины и  С. В. Кульчицкий, начальником штаба – в прошлом фельдфебель и дубенский крестьянин В. И. Ощепков. Ещё один штаб, состоящий из  Е. Шаповалова, Ф. Кретова, Филимонова и секретаря С. П. Агапова, возник  после возвращения повстанцев из Каратуза в с. Большая Иня. 
19 ноября 7 отрядов (около 10 000 человек) под руководством начальника  В. Ощепкова (фельдфебель царской армии) обошли Минусинск с трёх сторон. Однако отряду Шильникова (около 3000 человек) в течение 19 — 21 ноября удавалось отражать настойчивые атаки повстанцев. 27 ноября восстание было подавлено, борьба с отдельными его отрядами продолжалась до 7 декабря.

## Причины поражения
Поражение восстания было обусловлено слабым вооружением (отсутствие артиллерии, всего 2000 винтовок и небольшое количество патронов) и несогласованностью действий повстанческих отрядов.

## Последствия восстания
Белогвардейский военно-полевой суд жестоко расправился с повстанцами: 87 человек было расстреляно, 50 сослано на каторгу, около 200 осуждено к тюремному заключению, а до 300 — к крупному денежному штрафу. Основная масса выживших повстанцев ушла в леса и продолжила партизанскую борьбу.